# Khoa Bảo tồn và Phục chế các Tác phẩm Nghệ thuật tại Học viện Mỹ thuật tại Kraków
Khoa Bảo tồn và Phục chế các Tác phẩm Nghệ thuật tại Học viện Mỹ thuật tại Kraków (tiếng Ba Lan: Wydział Konserwacji i Restauracji Dzieł Sztuki Akademii Sztuk Pięknych im. Jana Matejki w Krakowie; tiếng Anh: Faculty of Conservation and Restoration of Works of Art) là một trong bảy khoa thuộc Học viện Mỹ thuật Jan Matejko ở Kraków, có địa chỉ tại 27-29 phố Lea, Kraków . Khoa được thành lập vào năm 1950 

## Cấu trúc
Khoa Bảo tồn và Phục chế các Tác phẩm Nghệ thuật gồm các chuyên khoa nhỏ:
- Khoa Bảo tồn và Phục chế Tranh treo tường 
  - Xưởng bảo tồn và Phục chế tranh treo tường
  - Phòng thí nghiệm chuyển giao và phân phối tranh treo tường
  - Xưởng vẽ tài liệu bảo tồn tranh và điêu khắc
  - Xưởng thiết kế tranh bảo tồn
- Khoa Bảo tồn và Phục chế Tranh vẽ 
  - Phòng hội thảo bảo tồn và Phục chế tranh trên vải
  - Xưởng bảo tồn và Phục chế Malowideł na Drewnie
  - Phòng thí nghiệm bảo tồn và Phục chế tranh trên giấy
  - Phòng thí nghiệm chuyển giao và phân phối tranh vẽ
- Khoa Bảo tồn và Phục chế Điêu khắc 
  - Phòng hội thảo bảo tồn và Phục chế điêu khắc gỗ và màu
  - Xưởng bảo tồn và Phục chế điêu khắc đá, vữa và gốm sứ
- Khoa Công nghệ và Kỹ thuật Tác phẩm Nghệ thuật 
  - Phòng thí nghiệm công nghệ và kỹ thuật sơn khoáng
  - Phòng thí nghiệm công nghệ và kỹ thuật sơn hữu cơ
  - Phòng thí nghiệm công nghệ và kỹ thuật điêu khắc
  - Phòng thí nghiệm bảo tồn và Phục chế tài liệu ảnh lưu trữ
  - Khoa Khoa học và Công nghệ Lịch sử Tác phẩm Nghệ thuật
  - Xưởng kính màu
- Khoa mỹ thuật 
  - Xưởng vẽ
  - Xưởng điêu khắc
- Khoa Bảo tồn Hóa học và Vật lý
- Khoa Lịch sử Nghệ thuật và Lý thuyết Bảo tồn [3]

## Các khóa học
- Bảo tồn và phục chế các tác phẩm nghệ thuật (năm 2016-2017)[4]

## Nhân lực
Trưởng khoa: TS Marta Lempart-Geratowska Phó trưởng khoa: TS Jarosław Adamowicz